# Пам'ятки історії Віньковецького району
У Віньковецькому районі Хмельницької області згідно з даними управління культури, туризму і курортів Хмельницької облдержадміністрації перебуває 31 пам'ятка історії. З них 30 — пам'ятні знаки воїнам, що брали участь у ВВВ.
| № пп | Охорон. номер | Найменування                                    | Місцезнаходження                    | Рік встановлення | Автор                                            |
| ---- | ------------- | ----------------------------------------------- | ----------------------------------- | ---------------- | ------------------------------------------------ |
| 1    | 145           | Братська могила радянських воїнів               | смт Віньківці вул. Заславська, 17   | 1955 заміна 1977 | Хмельницькі ХВМ скульптор — В. М. Корнєв         |
| 2    | 1689          | Пам'ятний знак на честь воїнів-земляків         | смт Віньківці вул. М.Мельникайте, 1 | 1975             | Львівська КСФ                                    |
| 3    | 146           | Пам'ятний знак на честь воїнів-односельчан      | с. Адамівка                         | 1967             | Львівська КСФ                                    |
| 4    | 147           | Пам'ятний знак на честь воїнів-односельчан      | с. Бистриця                         | 1965 заміна 1995 | місцеві майстри                                  |
| 5    | 149           | Пам'ятний знак на честь воїнів-односельчан      | с. Великий Олександрів              | 1965             | місцеві майстри                                  |
| 6    | 2161          | Пам'ятний знак на честь воїнів-односельчан      | с. Великий Олександрів              | 1965             | місцеві майстри                                  |
| 7    | 151           | Пам'ятний знак на честь воїнів-односельчан      | с. Говори                           | 1967 заміна 1990 | кооператив «Декор», м. Бар                       |
| 8    | 183           | Пам'ятний знак на честь воїнів-односельчан      | с. Гоголі                           | 1975             | місцеві майстри                                  |
| 9    | 150           | Пам'ятний знак на честь воїнів-односельчан      | с. Грим'ячка                        | 1968 заміна 1975 | Хмельницькі ХВМ                                  |
| 10   | 152           | Пам'ятний знак на честь воїнів-односельчан      | с. Дашківці                         | 1964 заміна 1987 | кооператив «Декор», м. Бар                       |
| 11   | 153           | Пам'ятний знак на честь воїнів-односельчан      | с. Женишківці                       | 1967 заміна 1987 | кооператив «Декор», м. Бар, скульптор — Черватюк |
| 12   | 154           | Пам'ятний знак на честь воїнів-односельчан      | с. Зіньків                          | 1966             | Львівська КСФ                                    |
| 13   | 1690          | Пам'ятний знак на честь воїнів-односельчан      | с. Зоряне                           | 1976             | Хмельницькі ХВМ                                  |
| 14   | 155           | Пам'ятний знак на честь воїнів-односельчан      | с. Калюсик                          | 1953 заміна 1987 | місцеві майстри Київське ХВО «Художник»          |
| 15   | 156           | Пам'ятний знак на честь воїнів-односельчан      | с. Карачіївці                       | 1965 заміна 1980 | Львівська КСФ                                    |
| 16   | 144           | Братська могила учасників селянського повстання | с. Карижин                          | 1955             | місцеві майстри                                  |
| 17   | 157           | Пам'ятний знак на честь воїнів-односельчан      | с. Карижин                          | 1970             | Львівська КСФ                                    |
| 18   | 148           | Пам'ятний знак на честь воїнів-односельчан      | с. Ломачинці                        | 1967             | Івано-Франківські ХВМ                            |
| 19   | 159           | Пам'ятний знак на честь воїнів-односельчан      | с. Майдан-Карачієвецький            | 1965 заміна 1992 | скульптор — Д. М. Корнєв                         |
| 20   | 160           | Пам'ятний знак на честь воїнів-односельчан      | с. Майдан-Олександрівський          | 1967             | Львівська КСФ                                    |
| 21   | 161           | Пам'ятний знак на честь воїнів-односельчан      | с. Нетечинці                        | 1965 заміна 1974 | місцеві майстри                                  |
| 22   | 162           | Пам'ятний знак на честь воїнів-односельчан      | с. Осламів                          | 1967             | місцеві майстри                                  |
| 23   | 163           | Пам'ятний знак на честь воїнів-односельчан      | с. Охрімівці                        | 1967             | місцеві майстри                                  |
| 24   | 164           | Пам'ятний знак на честь воїнів-односельчан      | с. Петрашівка                       | 1972 заміна 1987 | скульптор — Черватюк                             |
| 25   | 165           | Пам'ятний знак на честь воїнів-односельчан      | с. Пилипи-Олександрівські           | 1965             | місцеві майстри                                  |
| 26   | 166           | Пам'ятний знак на честь воїнів-односельчан      | с. Пирогівка                        | 1967 заміна 1976 | місцеві майстри                                  |
| 27   | 167           | Пам'ятний знак на честь воїнів-односельчан      | с. Подолянське                      | 1967             | Львівська КСФ                                    |
| 28   | 168           | Пам'ятний знак на честь воїнів-односельчан      | c. Покутинці                        | 1972             | Львівська КСФ                                    |
| 29   | 169           | Пам'ятний знак на честь воїнів-односельчан      | с. Слобідка-Охрімовецька            | 1968 заміна 1980 | Хустська художня майстерня                       |
| 30   | 1668          | Пам'ятний знак на честь воїнів-односельчан      | с. Фащіївка                         | 1980             | скульптор — В. М. Корнєв                         |
| 31   | 170           | Пам'ятний знак на честь воїнів-односельчан      | с. Яснозір'я                        | 1965 заміна 1989 | автор — С. Атаманюк кооператив «Декор», м. Бар   |
|      |               |                                                 |                                     |                  |                                                  |